# Darcinópolis
Darcinópolis este un oraș în Tocantins (TO), Brazilia.